# あやしいわーるど@暫定ゲスッ掲示板
あやしいわーるど@暫定ゲスッ掲示板（あやしいわーるどアットざんていゲスッけいじばん）は、2002年8月23日にあやしいわーるど@暫定から派生してできた掲示板である。

## 開設までの経緯
あやしいわーるど@暫定には、アクセス規制を受けるような個性派揃いの利用者が集まっており、あやしいわーるど内ではタブーとされてきた2ちゃんねるネタも飛び交うなど、非常に賑やかで話題に寛大であったが、そこからも弾かれそうになっていたひとりの利用者が、自分の居場所を作りたいという自己満足のために、あやしいわーるど@暫定ゲスッ掲示板が作られた。

## 掲示板スクリプト
あやしいわーるど掲示板ではお約束となっている「くずはすくりぷと」を使わずに、いちからオリジナルで書かれた掲示板スクリプトを採用している。外見こそくずはすくりぷとに似せてあるが、内面はトラックバックの送受信やRSSへの対応、くずはすくりぷととは違った手法のセキュリティシステムなどを搭載している。

## リンク
- あやしいわーるど＠暫定[リンク切れ]
- あやしいわーるど＠暫定(暫定退避)[リンク切れ]
- あやしいわーるど＠暫定ゲスッ掲示板[リンク切れ]